# Murray River Open
Murray River Open – męski turniej tenisowy kategorii ATP Tour 250 zaliczany do cyklu ATP Tour, rozgrywany na kortach twardych w australijskim Melbourne w 2021 roku.
Zmagania odbywały się na kortach Melbourne Park, na których corocznie organizowany jest Australian Open, w tygodniu poprzedzającym ten turniej wielkoszlemowy. W 2021 roku, w związku z pandemią COVID-19, zawody stanowiły jeden z dwóch męskich turniejów przygotowujących do Australian Open 2021.

## Mecze finałowe

### Gra pojedyncza mężczyzn
| Rok  | Zwycięzca    | Finalista             | Wynik    |
| 2021 | Daniel Evans | Félix Auger-Aliassime | 6:2, 6:3 |

### Gra podwójna mężczyzn
| Rok  | Zwycięzcy                | Finaliści                    | Wynik       |
| 2021 | Nikola Mektić Mate Pavić | Jérémy Chardy Fabrice Martin | 7:6(2), 6:3 |